# نظرية سلوك المستهلك
تعتبر دراسة سلوك المستهلك من الموضوعات الحيوية التي تهم كثيرًا كل من الأفراد ورجال الأعمال ومديري الشركات ومسؤولي التسويق وطلاب إدارة الأعمال والمستهلكين عامة.

## أهمية دراسة سلوك المستهلك

### رجال الأعمال
بالنسبة لرجال الأعمال ومديري الشركات، تكون الفائدة في:
- اكتشاف الفرص التسويقية المواتية.
- تجزئة السوق واختيار القطاعات المربحة.
- الاستجابة السريعة للتغيرات في حاجات وخصائص المستهلكين.
- تطوير وتحسين الخدمات التي تقدمها الشركة لعملائها.
- التأثير في الاتجاهات النفسية للمستهلكين.
- مراعاة التقاليد والقيم السائدة في المجتمع عند إعداد الاستراتيجيات التسويقية.
- التعرف على العوامل الشرائية المؤثرة في القرار الشرائي.

### أهمية دراسة سلوك المستهلك لمسؤولي التسويق
ينبغي على مسؤولي التسويق تجميع وتحليل البيانات والمعلومات المتعلقة بالتغيرات في الأذواق والأنماط المعيشية للأفراد والعائلات واستخدام هذه التغيرات في وضع الاستراتيجيات التسويقية المناسبة

### أهمية دراسة سلوك المستهلك لطلاب إدارة الأعمال
على طالب إدارة الأعمال دراسة سلوك المستهلكين وخصائصهم وحاجاتهم والتزود بالعلم والمعرفة وإجادة مناهج وطرق البحث الحديثة والتسلح بالمعلومات والأساليب العلمية اللازمة لنجاحهم كمسؤولين ومخططين في المستقبل.

### أهمية دراسة سلوك المستهلك لعموم المستهلكين
إن دراسة سلوك المستهلك عامة تساعد المستهلكين في تفهم قراراتهم الشرائية والاستهلاكية وفي التعرف على الدوافع والأسباب الكامنة خلف هذه القرارات، كما تساعد هذه الدراسة على تفهم العوامل التي تؤثر على تفكيرهم في اختيارهم لسلعة معينة وعلامة تجارية دون أخرى، كما تفسر الدراسة أسباب سلوكهم ونتائجه في ضوء هذه التأثيرات وبذلك يستطيع المستهلكون تحسين قراراتهم الشرائية وتعديل سلوكهم الاستهلاكي والشرائي.

## اتخاذ القرار الشرائي
يلجأ أصحاب المحلات التجارية إلى أسلوب عرض البضائع المكملة لبعضها معًا وفي نفس المكان، فمثلًا يلاحظ في كثير من محلات الملابس الرجالي وجود قميص داخل كل بدلة معروضة يتفق لونه مع لونها، بالإضافة إلى ربطة عنق تتناسب مع الاثنين، ويتبع نفس الطريقة في محلات الملابس النسائية ومحلات ملابس الأطفال ومحلات السوبر ماركت ومحلات الأثاث، وقد يدخل المستهلك لشراء بنطلون وما أن ينتهي من شرائه حتى يكتشف أنه في حاجة إلى بدلة كاملة وقميص وحذاء وربطة عنق، وعندما يعود المستهلك بما يحمله إلى المنزل قد يعيب عليه إخوته ذلك القميص الذي اختاره مما يسبب له بعض القلق وعدم الراحة فينظر إلى القميص مليًا ثم ينظر إلى ربطة العنق ثم تتسلل عيناه إلى البدلة وأخيرًا يسوده شعور بالإحباط ويكتشف أنه غير راض عن كل ما اشتراه في عملية التسويق، وهكذا لا تتوقف عملية اتخاذ القرار الشرائي من قبل المستهلك عند إتمام الصفقة وإنما تتعداها لتشمل عملية التقييم بعد الشراء والتي تتأثر بلا شك بآراء وحكم الآخرين، لذلك تبذل منشآت الأعمال الناجحة جهدها من أجل التعرف على ما يدور بخلد المستهلك قبل وأثناء وبعد عملية الشراء وتفهم كيفية اتخاذه قرار الشراء حتى تستطيع أن توفر له المعلومات التي يبحث عنها وتيسر له الحصول عليها، كما تقدم له المشورة أثناء وبعد الشراء ومحاولة إقناعه بأن قراره بشراء منتجاتها هو قرار صائب.

## توحيد وتجزئة السوق
يستخدم مسؤولو التسويق نوعين من الاستراتيجيات عند التعامل مع السوق الكلي  وهاتان الإستراتيجيتان هما توحيد السوق وتجزئته، وتفترض إستراتيجية التوحيد تجانس السوق الكلي، بمعنى أن كل المستهلكين يتشابهون في حاجاتهم وتفضيلاتهم وخصائصهم وأن أوجه التشابه بينهم أكثر من أوجه الاختلاف، وبذلك يمكن إعداد برنامج أو مزيج تسويقي واحد لكل الأفراد. من جهة أخرى تفترض إستراتيجية التجزئة أن السوق الكلي غير متجانس، حيث يختلف أفراده ويتميزون عن بعضهم من نواح كثير، تشمل حاجاتهم ورغباتهم وخصائصهم الشخصية وعاداتهم الشرائية والاستهلاكية مما يتطلب تقسيم السوق الكلي إلى عدة أسواق فرعية، يتم دراسة كل منها على حدا لتحديد حجمها وملامحها وخصائصها وحاجاتها ثم يتم اختيار الأسواق الفرعية أو القطاعات التي ستقوم الشركة المنتجة باستهدافها، وفي النهاية تقوم الشركة بإعداد مزيج تسويقي خاص لكل قطاع مستهدف على حدا.
ولكي تنجح خطة الشركة في تجزئة السوق لا بد من توافر خمسة شروط، هي: للجهود التسويقية، واستقرار القطاعات السوقية واستمرارها في الأجل الطويل.

## تصميم الموقع التنافسي للمنتج
الموقع التنافسي للمنتج هو مفهوم تجريدي يرتبط بالطريقة التي يدرك فيها المستهلكون مزايا المنتج ومنافعه وخصائصه عند مقارنتها بمزايا ومنافع وخصائص المنتجات المنافسة، وبعبارة أخرى يعبر الموقع التنافسي للمنتج (بالإنجليزية: Product Position)‏ عن الصورة أو الفكرة أو (العلامات التجارية) الأخرى المنافسة.
ويتضمن إعداد الموقع التنافسي للمنتج إيجاد صورة ذهنية طيبة لدى المستهلكين، والموقع التنافسي الفعال هو الموقع الذي يقنع المستهلكين بتميز العلاقة بصفة فريدة أو بفائدة معينة بالمقارنة بباقي العلامات المتوافرة في فئة المنتج، غير أنه بمرور الزمن قد يفتر أثر الموقع التنافسي للمنتج ولا ينجح في زيادة المبيعات، لذا يقوم مديرو التسويق بإعادة تصميمه والتركيز على فائدة أو منفعة أخرى تتحقق للمستهلك من جراء شرائه واستعماله. ويعود ضعف الموقع التنافسي لعدة أسباب مثل:
1. عدم تعريف السوق المستهدف بدقة، وبالتالي لا تكون مزايا المنتج التي يركز عليها الموقع التنافسي مرتبطة بحاجات ورغبات السوق المستهدف.
2. عدم ترجمة خصائص السلعة أو الخدمة إلى منافع وفوائد للمستهلك، فالفرد لا يشتري السلعة أو الخدمة لخصائصها وإنما يشتريها لمنافعها وفوائدها.
3. الإصرار على ميزة معينة رغم عدم أهميتها للمستهلك واعتقاد الشركة بأنها توفر ميزة معينة في الوقت الذي لا يشعر فيه المستهلك بتلك الميزة.

يتبع المنتجون عادة إحدى استراتيجيات ست في تحديد الموقع التنافسي لعلاماتهم التجارية وهي:
1. تصميم الموقع التنافسي طبقًا لخاصية معينة، مثل:
2. الربط بين العلامة وبين صفة فريدة يتميز بها المنتج أو فائدة أو منفعة متحققة للمستهلك من جراء استخدام علامة الشركة فتؤكد إحدى الشركات المنتجة للسيارات مثل (تويوتا) في إعلاناتها على توفر قطع الغيار، وفي إعلانات أخرى تركز على أن سياراتها عملية ويمكن الاعتماد عليها في الظروف الصحراوية.
3. الربط بين السعر والجودة. يؤمن بعض المستهلكين بوجود علاقة طردية بين السعر والجودة، مثل المثل القائل: (الغالي ثمنه فيه) ويستفيد المنتجون من هذه العلاقة الذهنية في تصميم الموقع التنافسي لعلاماتهم فتقترن العلامة المرتفعة الثمن بمستوى عال من الخدمة المقدمة للعميل، كما أن بعض المنتجين الآخرين وبعض تجار التجزئة يستغلون العلاقة بين السعر والجودة في الاتجاه الآخر فيركزون على القيمة الكبيرة التي يحصل عليها المستهلكون مقابل السعر المنخفض الذي يدفعونه في شراء علاماتهم.
4. قد يربط المنتج بين العلامة وبين طرق جديدة مبتكرة لاستخدام المنتج فقد تختار إحدى الشركات المنتجة للمأكولات المعلبة مثلًا وصفًا تنافسيًا لعلامتها بصور استهلاك الأفراد المأكولات أثناء كل الوجبات.
5. قد ترى بعض الشركات أن أفضل طريقة لتحديد المركز التنافسي لعلاماتها هو ربطها بفئة محددة من العملاء أو بجماعات المستهلكين الذين ينتمون لطبقة معينة فمثلًا يوجه أصحاب محلات المجوهرات الفاخرة والساعات الغالية وأقلام الحبر الفخمة وسائلهم الإعلانية إلى أفراد الطبقة العليا بالمجتمع، كما يقوم أصحاب المكتبات الكبرى والمطابع بترويج منتجاتهم من المفكرات والتقاويم السنوية لرجال الأعمال قبل بداية السنة الجديدة بعدة أسابيع.
6. تحديد الموقع التنافسي للمنتجات طبقًا لنوع أو فئة هذه المنتجات، فمثلًا تقوم الشركة بتغيير تركيب المنتج بإضافة بعض العناصر التي تزيد من منفعته للمستهلك، فمثلًا ممكن لشركة منتجة لإحدى ماركات القهوة السريعة الذوبان أن تحدد موقعها من حيث السرعة في التحضير بالمقارنة بالقهوة العربية التقليدية.
7. استخدام القيم والرموز الحضارية في تصميم الموقع التنافسي وهي تكون أكثر فعالية مع السلع والخدمات التي ترتبط بتلك القيم والعادات والتقاليد، فمثلًا تتخذ الخطوط الجوية البريطانية الوجبات الحلال كقيمة هامة تحدد موقعها التنافسي بين شركات الطيران التي تخدم منطقة الخليج، فتقول في إعلاناتها (تمتع بالوجبات الشهية الحلال عندما تسافر إلى لندن).

وقد تستخدم الحاجات النفسية للمستهلكين تبعًا لدوافع الشراء لدى المستهلكين أو بما يتفق مع حالتهم النفسية كالحاجة إلى تقدير الذات والحاجة إلى تحقيق الذات.
وتمر عملية البحث الخاصة بتحليل وإعداد المركز التنافسي للمنتجات بخمس مراحل هي: 
- تحديد المنتج والسوق المناسبين
- التعرف على الخصائص الحاسمة لكل سوق فرعي
- إعداد نماذج سلوك المستهلك من أجل التنبؤ بتفضيلاته واختياراته
- تقييم المواقع التنافسية المحتملة للمنتج واختيار أفضلها.
- كما يهتم مدير التسويق بإعداد خرائط الإدراك الذهني بهدف استكشاف تصورات المستهلكين لعلامته التجارية وللعلاقة بينها وبين المنتجات والعلامات البديلة المتوفرة في السوق، ويلجأ مدير التسويق إلى توزيع استقصاءات على عينة من المستهلكين المستهدفين يطلب منهم فيها إعطاء تصوراتهم لعدة خصائص للمنتج ولمدى تشابه العلامات البديلة في هذه الخصائص.